# بين بين يائير
بين بين يائير (بالعبرية: בן בן יאיר‏) هو لاعب كرة قدم إسرائيلي في مركز نصف الجناح، ولد في 23 ديسمبر 1992 في بيت شيمش في إسرائيل. لعب مع نادي مكابي تل أبيب.

## وصلات خارجية
- بين بين يائير على موقع قاعدة بيانات كرة القدم.إي يو (الإنجليزية)
- بين بين يائير على موقع Soccerway.com (الإنجليزية)